# Grewia microstemma
Grewia microstemma là một loài thực vật có hoa trong họ Cẩm quỳ. Loài này được Wall. ex Kurz mô tả khoa học đầu tiên năm 1873.